# Neoplatycerus
Neoplatycerus is een geslacht van vliesvleugeligen uit de familie Encyrtidae. De wetenschappelijke naam van dit geslacht is voor het eerst geldig gepubliceerd in 1965 door Subba Rao.

## Soorten
Het geslacht Neoplatycerus omvat de volgende soorten:
- Neoplatycerus kemticus Trjapitzin & Triapitsyn, 2002
- Neoplatycerus palestinensis (Rivnay, 1945)
- Neoplatycerus tachikawai Subba Rao, 1965
- Neoplatycerus tshernyshevi Trjapitzin, 2011